# 許三觀 (電影)
《許三觀》（韓語：허삼관）是一部2015年上映的韓國劇情片，改编自中國當代作家余華的小说《许三观卖血记》，由河正宇執導並主演，河智苑共同主演，2015年1月14日在韓國上映。

## 劇情摘要
男主的賣血經歷貫穿整部戲，男主娶了他村裡大美女許玉蘭，生了三個兒子。一家人很溫馨的生活。男主為了他的家人，一次又一次的去賣血。之後他得知他兒子中最疼愛的大兒子原來是他妻子和其前男友的，剛開始他很生氣及難過，不想承認這個大兒子，一再推開這個和他感情很好的兒子。後來也接受了這個大兒子，之後大兒子腦炎昏倒，為了三、四萬元之醫療費用以便救兒子，他到處奔波找不同的醫療院所賣血，差點沒命。

## 演员表

### 主要演員
- 河正宇 飾演 許三觀
- 河智苑 飾演 許玉蘭

### 其他演員
- 南多凜 飾演 許一樂
- 盧康民 飾演 許二樂
- 全賢錫 飾演 許三樂
- 田慧振 飾演 宋夫人
- 張光 飾演 崔家
- 閔武濟 飾演 河少勇
- 朱鎮模 飾演 許三觀舅舅
- 成东镒 飾演 阿方
- 郑满植 飾演 老申
- 赵震雄 飾演 老安
- 金成均 飾演 根龍
- 金載英 飾演 趙氏
- 李智勳 飾演 桂氏
- 金姈愛 飾演 桂花母親
- 李璟荣 飾演 許玉蘭父親
- 鄭義甲 飾演 文道士
- 崔圭桓 飾演 郵差
- 金基天 飾演 豬老人
- 閔慶珍 飾演 象棋老人
- 趙善穆 飾演 大陸食堂社長
- 黄宝罗 飾演 桂花

### 友情出演
- 尹恩惠 飾演 林芬芳[4]

## 原聲帶
歌手：Pudditorium，發行日期：2015年1月20日。
- 1	那年夏天
- 2	1953年，忠清南道0股
- 3	許三觀（專輯版）
- 4	淚（專輯版）
- 5	11年後，1964年
- 6	방씨와 근룡
- 7	옥란의 아버지
- 8	이락과 삼락
- 9	不要叫我叫爸爸
- 10	叔叔
- 11	郵差
- 12	simssi的兒子
- 13	雲雀之王
- 14	滿月
- 15	善於思考
- 16	허일락
- 17	뚝방길
- 18	送走了一樂
- 19	매혈기
- 20	公用電話
- 21	道爾
- 22	雨季
- 23	허옥란
- 24	東大門醫院
- 25	淚珠
- 26	許三觀
- 27	허삼관（管弦樂隊指南演示版）

## 票房
上映首日位列韓國單日票房第四位，前五日共吸引了58萬餘人次到影院觀影。影片正式下映前，累計955,206觀影人次；2015年底以累計955,679觀影人次位列2015年度韓國總票房第50位，本土電影第26位，最多放映屏數621塊（上映第二天）。

## 電影節
2015年：第15屆光州國際電影節 人文願景
2016年：第8屆沖繩國際電影節 特別邀請作品
2018年：第16屆佛羅倫薩韓國電影節 上映作品

## 獲獎與提名
| 年份 | 頒獎禮                | 獎項                   | 入圍者 | 結果 |
| ---- | --------------------- | ---------------------- | ------ | ---- |
| 2015 | 第15屆光州國際電影節  | 亞太地區優秀年輕導演獎 | 河正宇 | 提名 |
| 2016 | 第11屆Max Movie電影獎 | 最佳新人演員獎         | 南多凜 | 提名 |

## 外部鏈接
- NAVER上《許三觀》的資料
- Daum上《許三觀》的資料

- 韩国电影数据库（KMDb）上《許三觀》的資料
- 互联网电影数据库（IMDb）上《許三觀》的资料（英文）